# Megaselia spoliata
Megaselia spoliata är en tvåvingeart som beskrevs av Borgmeier 1967. Megaselia spoliata ingår i släktet Megaselia och familjen puckelflugor. Inga underarter finns listade i Catalogue of Life.